# Trinidad och Tobago i olympiska sommarspelen 1948
Trinidad och Tobago deltog med fem deltagare vid de olympiska sommarspelen 1948 i London. Totalt vann de en silvermedalj.

## Medaljer

### Silver
- Rodney Wilkes - Tyngdlyftning, fjädervikt.